# Ether Song
Ether Song è il secondo album in studio del gruppo musicale britannico Turin Brakes, pubblicato nel 2003.

## Tracce
Testi di Olly Knights & Gale Paridjanian.
1. Blue Hour – 3:42
2. Average Man – 2:43
3. Long Distance – 4:27
4. Self Help – 4:23
5. Falling Down – 3:30
6. Stone Thrown – 4:04
7. Clear Blue Air – 3:52
8. Pain Killer (Summer Rain) – 3:56
9. Full of Stars – 4:40
10. Panic Attack – 2:29
11. Little Brother – 5:33
12. Rain City – 15:15

• Contiene Ether Song come traccia nascosta